# Emily Ratajkowski

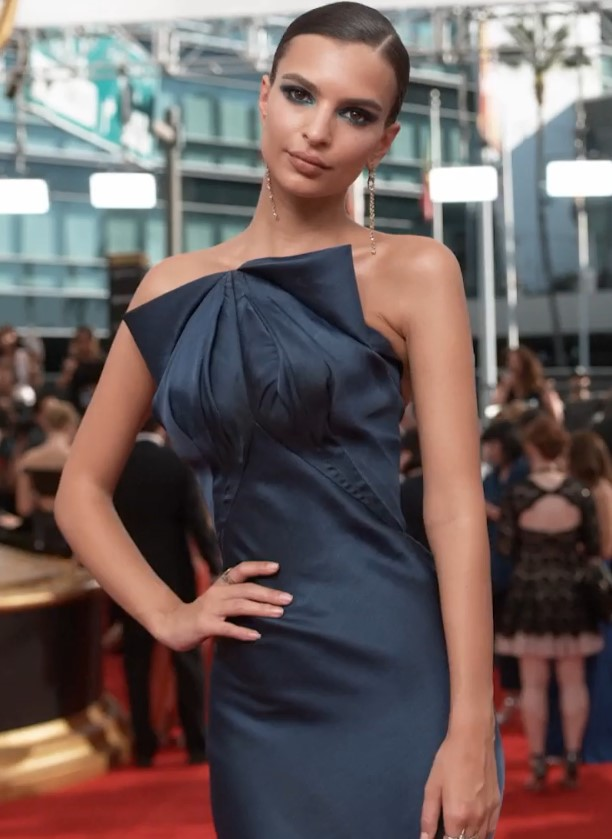
Emily Ratajkowski (2016)

Emily O’Hara Ratajkowski [ˈɛməli ɔˈhɐɹa ˌɹɑtɜˈkaʊ̯ski] (* 7. Juni 1991 in London, England) ist ein US-amerikanisches Model und Schauspielerin.

## Leben
Emily Ratajkowski wurde als Tochter des US-amerikanischen Malers John David Ratajkowski, dessen Vorfahren aus Polen kamen, und der US-amerikanischen Professorin und Schriftstellerin Kathleen Balgley geboren. Ihr Vater wurde katholisch erzogen, während ihre Mutter Jüdin ist. Sie wuchs in Encinitas im US-Bundesstaat Kalifornien auf. Wegen der künstlerischen Tätigkeiten ihrer Eltern befand Ratajkowski sich viel auf Reisen in unterschiedlichen Teilen Europas. Sie verbrachte während ihrer Kindheit viel Zeit im irischen Bantry und auf der spanischen Insel Mallorca.
Im Alter von 14 wurde Ratajkowski von der Modelagentur Ford Models unter Vertrag genommen, besuchte jedoch weiterhin die High School in San Diego. 2009 studierte sie noch ein Jahr Kunstwissenschaft an der University of California, Los Angeles, bis sie beschloss, ihre Modelkarriere hauptberuflich fortzusetzen.
Sie arbeitete mit namhaften Kunden wie Forever 21, Nordstrom und Frederick’s of Hollywood zusammen. Der Durchbruch als Fotomodell gelang ihr aber, nachdem sie für einige Kampagnen vom Fotografen Tony Duran fotografiert wurde. Ratajkowski war auf dem Cover des Treats! Magazine und der türkischen GQ und spielte zusammen mit Sara Jean Underwood in einer Werbung der Fastfoodkette Carl’s Jr. Sie hatte außerdem einige Auftritte in Musikvideos wie Fast Car von Taio Cruz und Love Somebody von Maroon 5. Große Aufmerksamkeit erlangte Ratajkowski im April 2013 durch ihren Auftritt in Robin Thickes Musikvideo Blurred Lines, in dem sie oben ohne zu sehen ist. Zudem spielte sie in Musikvideos von Travis Scott und Dima Bilan mit.
Ratajkowski arbeitet auch als Schauspielerin und spielte unter anderem die Rolle der Tasha in der Nickelodeon-Serie iCarly.
Sie heiratete Anfang 2018 den New Yorker Schauspieler und Filmproduzenten Sebastian Bear-McClard. Im März 2021 wurde ihr erstes Kind geboren. Das Paar gab im selben Jahr seine Trennung bekannt.

## Auftritte in Musikvideos
- 2012: Fast Car (von Taio Cruz)
- 2013: Blurred Lines (von Robin Thicke)
- 2013: Love Somebody (von Maroon 5)
- 2016: Inseparable (von Dima Bilan)
- 2023: I Know? (von Travis Scott)

## Filmografie (Auswahl)

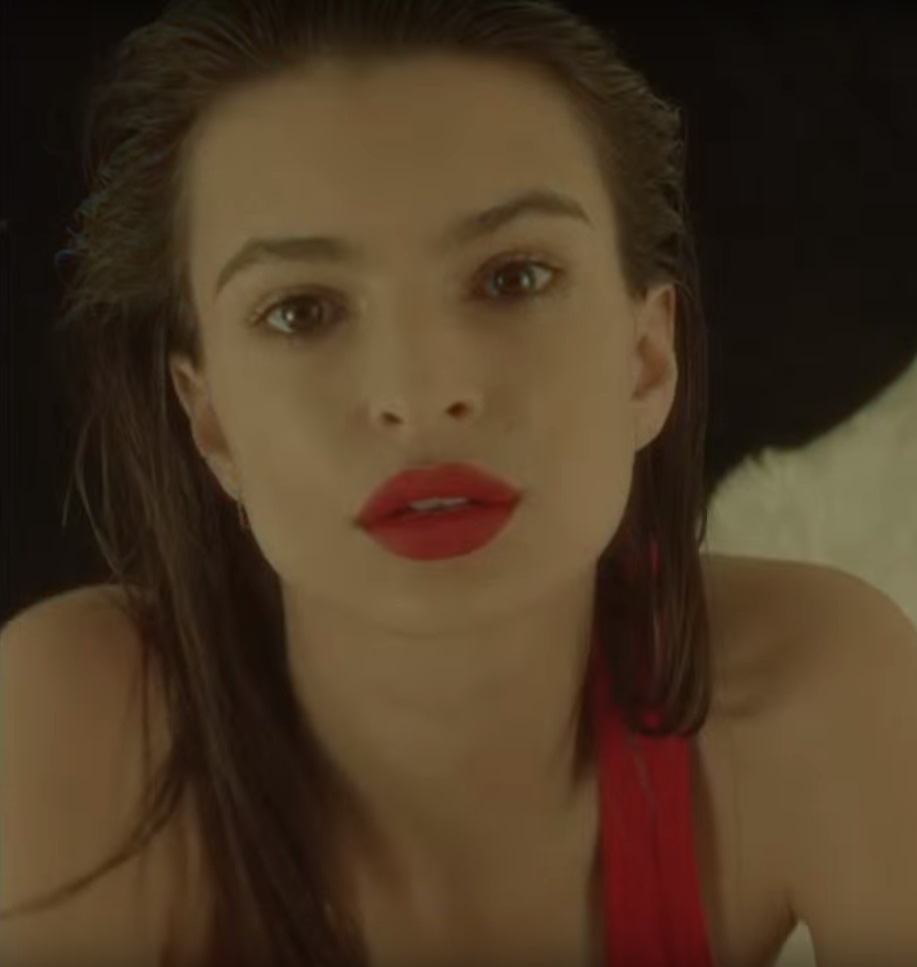
Emily Ratajkowski (2014)

- 2004: Andrew’s Alteration (Kurzfilm)
- 2005: A Year and a Day
- 2009–2010: iCarly (Fernsehserie, zwei Folgen)
- 2014: Gone Girl – Das perfekte Opfer (Gone Girl)
- 2015: Entourage
- 2015: The Spoils Before Dying (Miniserie, drei Folgen)
- 2015: We Are Your Friends
- 2016: Cruise
- 2016: Easy (Fernsehserie, Folge 01x05)
- 2018: I Feel Pretty
- 2018: In Darkness
- 2018: Welcome Home
- 2019: Lying and Stealing
- 2022: Funny Pages
- 2025: Too Much (Fernsehserie, 5 Folgen)

## Schriften
- My Body. Quercus, London 2021, ISBN 978-1-5294-1589-6.
  - My Body. Was es heißt, eine Frau zu sein. Aus dem Englischen von Stephanie Singh, Penguin, München, Februar 2022, ISBN 978-3-328-60250-7.